# アブラ (交通機関)

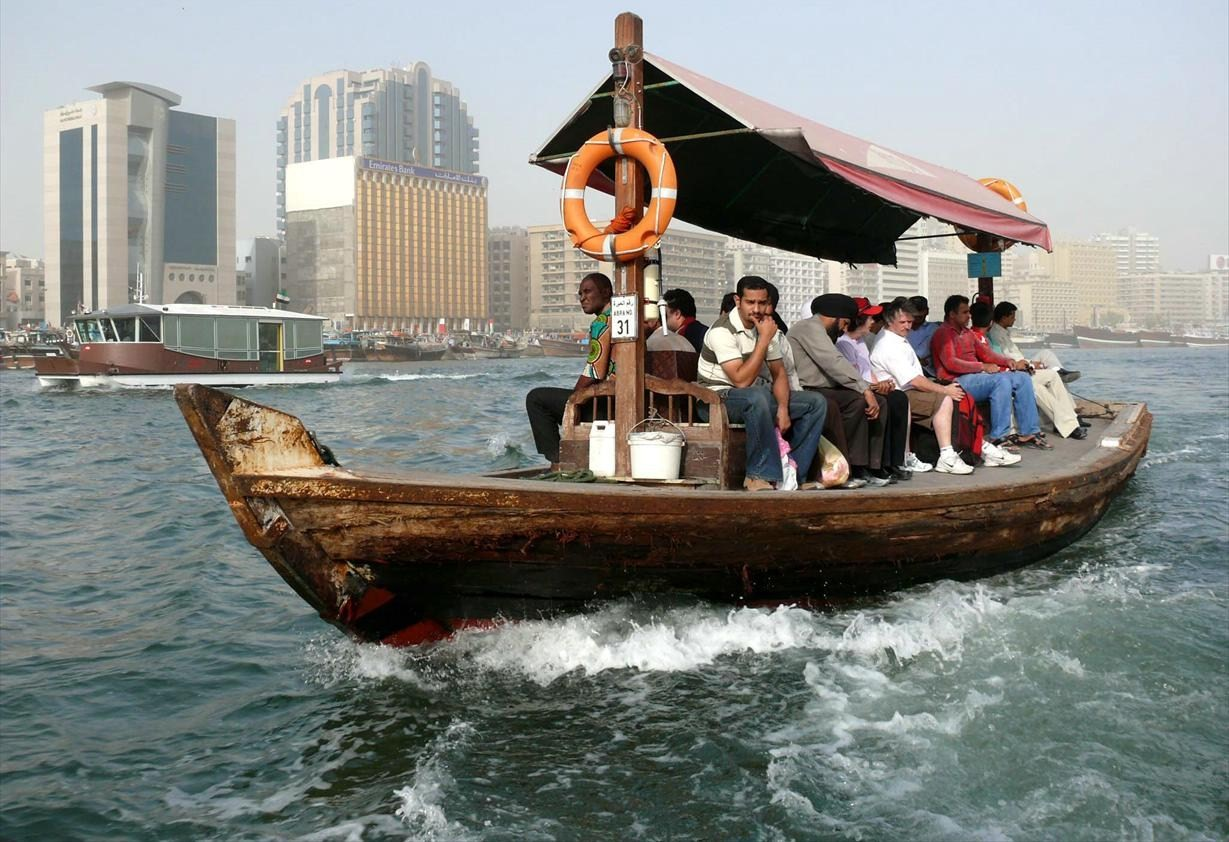
アブラ

アブラ（アラビア語: عبرة，英語: Abra）は、アラブ首長国連邦のドバイの水上交通機関。ドバイ・クリーク両岸の旧市街を結んでいる。
アブラは2路線が運行されていて、ドバイ・クリーク両岸の旧市街（ディラ地区とバール・ドバイ地区）の間を結んでいる。
バール・ドバイ側はテキスタイル・スークの西北端付近のバール・ドバイ渡船場と、南東端付近のドバイ・オールド・スーク渡船場の2つが発着点となっている。ディラ地区側はスパイス・スーク横のディラ・オールド・スーク渡船場と、アル・サブハのバスターミナルにほど近いアル・サブハ渡船場が発着点である。
船外機を備えた定員約20名木造船が148隻ほど就航しており、年間2000万人の旅客を運んでいる。このほか、文化保存のための定員4名の手漕ぎ船も5隻あり観光貸切用に用いられている。
アブラのほかに、ドバイ・クリークには空調完備の水上交通機関ウォーター・バス（Water Bus）も運行されている。

## 路線
- Route 1 : ディラ・オールド・スーク（Deira Old Souq）渡船場とバール・ドバイ（Bur Dubai）渡船場の間
- Route 2 : ドバイ・オールド・スーク（Dubai Old Souq）渡船場とアル・サブハ（Al Sabkha）渡船場の間

Route 1は5時から24時、Route 2は24時間の運行が行われており、運賃は2015年現在1UAEディルハムである。